# Pasqua (festivitat)
La Pasqua és un terme religiós que procedeix del llatí páscae, i aquest prové del grec paskha format a partir de l'hebreu pésakh (que significa "pas"). En el context cultural occidental, la Pasqua representa tant una important festivitat religiosa com la celebració de l'arribada de la primavera.
La Pasqua és un període de joia i alegria pels cristians que celebren que Jesucrist ha ressuscitat i alhora també se celebra l'arribada del bon temps i la fi de l'hivern. Efectivament, durant la Pasqua, els arbres, les flors i els brancatges són protagonistes de moltes diades. Diumenge de Rams, Pasqua Florida i Pasqua Granada són les tres parts d'aquest període que va així des de l'entrada de la primavera fins al solstici d'estiu: Rams representa la verdor, la Pasqua Florida la floració i Pasqua Granada, la fructificació.
A Catalunya, el pas del temps ha canviat força les tradicions que se celebraven durant aquesta època de l'any, però encara es fan caramelles, enramades, romeries i aplecs que anuncien el retorn del bon temps. La tradició més arrelada és la de l'ou de Pasqua, el principal element decoratiu de la mona i símbol de la vida i la fertilitat.

## Història

### La pasqua en cultures antigues
Segons l'historiador i novel·lista Robert Graves, a Els mites grecs (1955), el laberint del Minotaure, a Cnosos, no era un veritable laberint amb parets, sinó que era un dibuix del patró de la dansa ritual cretenca en mosaic sobre un paviment.
Aquesta dansa es ballava a Itàlia (Plini el Vell, Història natural 36.85) i a Troia (Escoliasta sobre Andròmaca d'Eurípides 1139) i sembla haver estat introduïda a Bretanya a finals del tercer mil·lenni abans de la nostra era per immigrants neolítics provinents d'Àfrica del nord.
Homer (en la Ilíada 18.592) descriu el laberint de Cnosos de la següent manera:
«Dèdal ideà en Cnossos un sól
Perquè dansés la rossa Ariadna»
Lucità (Sobre la dansa 49) es refereix a danses populars cretenques relacionades amb Ariadna i el laberint que es ballava durant les festes del començament de la primavera.

#### Els misteris eleusins
Els misteris d'Eleusis, fundats en data molt remota —abans de redactar-se els poemes homèrics, sens dubte— foren durant més d'un mil·lenni el símbol espiritual de la seva cultura. Se sap que la iniciació era per Pasqua (encara que altres autors diuen que era en la primera lluna plena de l'equinocci de tardor).
Se celebrava la cerimònia del pa (dedicat a Ceres, la deessa dels cereals) i del vi. A causa dels efectes que produïa el pa kykeon, probablement estava contaminat amb algun agent al·lucinogen visionari, per exemple amb banya del sègol (ergot), que hui segueix creixent en la planura de Raros (a prop d'Atenes), on se celebraven els ritus eleusins.
El de l'ordi és un ergot molt menys tòxic que el d'altres regions europees, encara que molt psicoactiu; per obtenir els seus efectes n'hi ha prou a passar per aigua les gavelles de cereal i llavors tirar-les, car – al revés dels components verinosos– l'amida de l'àcid lisèrgic és hidrosoluble.
Considerant que aquesta aigua fou el vehicle utilitzat pels administradors del santuari és fàcil comprendre –sense recórrer a la simple credulitat dels fidels– el fons i infal·lible efecte del sagrament teofàgic (del grec theos: 'déu', i fagós: 'menjar').
Entre les persones que participaren en aquest ritual es trobaven alguns amb la capacitat intel·lectual de Sòfocles, Píndar, Plató, Aristòtil, Marc Aureli i Ciceró:
«Els Misteris ens donaren la vida, l'aliment; ensenyaren a les societats el costum i la llei, ensenyaren als humans a viure com humans.» (Ciceró, De leg., 2)
Se sap que en el segle ii de la nostra era encara acudien unes 3000 persones a les festes del Pas.
La religió eleusina –basada en un sol acte de gran intensitat, orientat a produir una experiència extàtica de mort i resurrecció— fou probablement una enginyosa adaptació a vells ritus xamànics protoeuropeus a la nova cultura que Grècia començava a ser.
La mateixa adaptació romana registrada en toda la conca mediterrània. Més o menys per la mateixa època (o posteriors) es coneixen misteris del pa i danses de pasqua en Sabazios, en Samotracia, i altres dedicats a Dionís, Mitra (a Pèrsia), Attis i Baco (el déu llatí equivalent a Dionisos).
A Egipte (probablement abans dels misteris eleusins) administraven una espècie d'hòstia sacramental, mitjançant la qual es "rebia" a la deessa Isis dins del propi cos. Els ritus foren dissenyats per un membre de la família eumòlpida, administradora perpètua del santuari d'aquests misteris.

### Pasqua jueva
Els jueus començaren a celebrar l'època del pas de l'hivern a la primavera per commemorar el seu èxode de l'Egipte (aproximadament el 1250 aC).
Els sacerdots jueus, en comptes de lluitar contra l'ús goi (gentil) egipci, preferiren ajuntar aquesta setmana amb la seua pròpia festa d'independència i donar-li un nou significat, relacionant-la amb la seua eixida d'Egipte. El pa no fermentat vindria a recordar l'eixida amb presses en la qual faltà temps per fer fermentar el pa.
El Péssah jueu s'origina en la història narrada a la Bíblia (Èxode 12.5-14), en què el déu Jahvè "passà" de llarg i no matà els primogènits israelites en Egipte).
«Triaran un anyell [...], agafaran la seva sang per untar els pals i la part superior de les seves portes. El menjaran tot rostit, amb el seu cap i les seves entranyes, amb pans sense llevat. […] Jo recorreré Egipte i donaré mort a tots els primogènits dels egipcis i dels seus animals. […] En veure la sang del corder passaré de llarg de les vostres cases.»
També es relaciona la pasqua amb el "pas" del Mar Vermell (Èxode 14.5-30). Es creu que malgrat que la Bíblia diu que foren:
Sis-cents mil homes a peu, sense comptar els infants. També eixí amb ells una immensa multitud de gent de tota classe, i grans ramats d'ovelles i vaques
Aquesta xifra fabulosa sols vol expressar la importància religiosa d'aquesta eixida. En realitat els que eixiren amb Moisès devien ser bastant menys de 100 famílies. Es deu tenir en compte que els israelites eren pastors i no podien viure amb menys de deu animals per família. Una tropa de més de 300 persones deuria anar amb unes 2000 ovelles i rucs; els pous d'aigua del Sinaí i els seus oasis no permetien el trànsit de ramats més importants.

### Pasqua cristiana
Els primers cristians celebraven la resurrecció de Jesús el mateix dia que la Pasqua jueva, fins que l'any 325 el Primer Concili de Nicea va separar ambdues festes tot mantenint el caràcter mòbil de la diada, fixant-la al diumenge següent de la lluna plena posterior a l'equinocci de primavera (21 de març). Aquest fet determina la mobilitat d'altres festes, com la de l'Ascensió, que se celebra quaranta dies després del diumenge de Pasqua, la Pentacosta, deu dies després de l'Ascensió, la festa de Corpus, així com la data del diumenge de Rams, inici de la Setmana Santa.
La denominació de 'Pasqua' també s'ha estès a altres celebracions cristianes, com el Nadal (naixement de Jesús), l'Epifania (adoració dels reis) i la Pentecosta (davallada de l'Esperit Sant).

#### Temps de Pasqua
El Temps de Pasqua, Temps pasqual o Cinquantena Pasqual és un període de l'any litúrgic que compren els 50 dies que van des del diumenge de Pasqua fins a la Pentecosta (que en grec vol dir "cinquantè", és a dir, set setmanes i un dia, el cinquantè). És un temps d'especial alegria i festivitat en què es pretén aprofundir l'abast del misteri de la Resurrecció. Durant la primera setmana (l'octava de Pasqua) s'allarguen les festivitats de la Pasqua Florida, i el període engloba les celebracions de l'Ascensió de Jesús i de la davallada de l'Esperit Sant sobre els Apòstols.
A nivell litúrgic, el Temps pasqual comporta diverses especificitats: s'encén el ciri pasqual, que representa la llum de Crist ressuscitat; les lectures de la missa són especials (per exemple, es substitueix la lectura de l'Antic Testament per la dels Fets dels Apòstols); en comptes de l'Àngelus es resa el Regina Coeli. Els diumenges a partir del de Pasqua s'anomenem successivament "Segon diumenge de pasqua", "Tercer diumenge de Pasqua", i així fins al sisè (al setè sol celebrar-se l'Ascensió i al vuitè la Pentecosta). Igualment, segons la fe catòlica, durant aquest temps els fidels han de fer el 'compliment pasqual', és a dir, confessar els seus pecats i combregar, a fi de beneficiar millor de totes les gràcies que flueixen del misteri pasqual: de la passió, mort i resurrecció de Jesucrist. En particular, el primer diumenge després del diumenge de Resurrecció està dedicat a la festa de la Divina Misericòrdia.